# Бубнов, Сергей Николаевич
Сергей Николаевич Бу́бнов (нем. Serge von Bubnoff; 15 [27] июля 1888, Санкт-Петербург — 16 ноября 1957, Берлин) — немецкий учёный-геолог и геотектоник, также педагог. Доктор наук, профессор, член Академии наук ГДР в Берлине (1949) и Гёттингенской академии наук. Лауреат Национальной премии ГДР (1953).

## Биография
Прибалтийский немец. Младший сын русского врача Николая Дементьевича Бубнова, умершего через год после рождения Сергея, и дочери немецкого купца Марии Генриетты. Отец служил полковым хирургом и личным врачом князя П. Ольденбургского. По окончании петербургской гимназии в 1906 году переехал вместе с семьёй из России в Германию.
До 1910 года изучал геологию во Фрайбургском университете. С 1922 года — профессор в университете Бреслау. С 1929 года — заведующий кафедрой, директор Геолого-палеонтологического института Грайфсвальдского университета (1929—1950). После окончания Второй мировой войны и основания Германской Демократической Республики (ГДР) с 1950 — профессор Берлинского университета и одновременно директор Геотектонического института. Умер от сердечного приступа.

## Научная деятельность
Проводил научные исследования по региональной и общей тектонике. С 1925 года разрабатывал оригинальную классификацию основных структурных элементов земной коры, в 1948 году — классификацию тектонических движений. Одна из главных тем теоретических работ С. Бубнова — цикличность развития Земли с выделением в её истории ряд циклов с последовательно уменьшающейся продолжительностью. Учёным составлена серия палеогеографических карт Европы. Автор трудов по геологическому строению северо-восточной Германии и угольным месторождениям ГДР, фауне триасовых отложений Восточных Альп. Основал научную школу геологов в ГДР (Грайфсвальд и Берлин).

## Память
В его честь учреждена научная геологическая награда — Serge-von-Bubnoff-Medaille.